# Centro Dotacional Integrado Arganzuela
El Centro Dotacional Integrado Arganzuela es un edificio dedicado equipamiento deportivo y sociocultural ubicado en el distrito de Arganzuela de Madrid. Se encuentra en la parte noroeste del solar delimitado por las calles Canarias, Batalla del Salado, Palos de la Frontera y paseo de las Delicias. El edificio fue la antigua Estación Sur de Autobuses de Madrid hasta que en 1997 se trasladó a la calle Méndez Álvaro. El centro dotacional comenzó a dar servicios en 2001. 

## Historia
El edificio se diseñó y construyó como una estación de autobuses en los años setenta. La creciente demanda de transporte saturó la capacidad diseñada inicialmente para el edificio. Esta situación hizo que se trasladara la estación a una posición periférica de la ciudad cercana a la M-30. La nueva estación fue un proyecto del arquitecto R. Torrelo y entró en funcionamiento el julio de 1997. En enero de 1998 el Ayuntamiento de Madrid elaboró un Plan Especial que denomina A.P.E. 02.21 por el que se planificaba la conversión del edificio en un centro dotacional deportivo. En mayo de 1998 se presentaron las bases del Concurso de Anteproyectos que contemplaba como requerimiento la necesidad de una piscina en la cubierta del edificio. 
Federico Wulff Barreiro, Juan Manuel Herranz Molina, Marta Parra Casado, Laila Arias Hofman, del estudio de arquitectos denominado: Inca Arquitectos. Las obras de remodelación dieron comienzo en julio de 1999 y finalizaron en marzo de 200l.

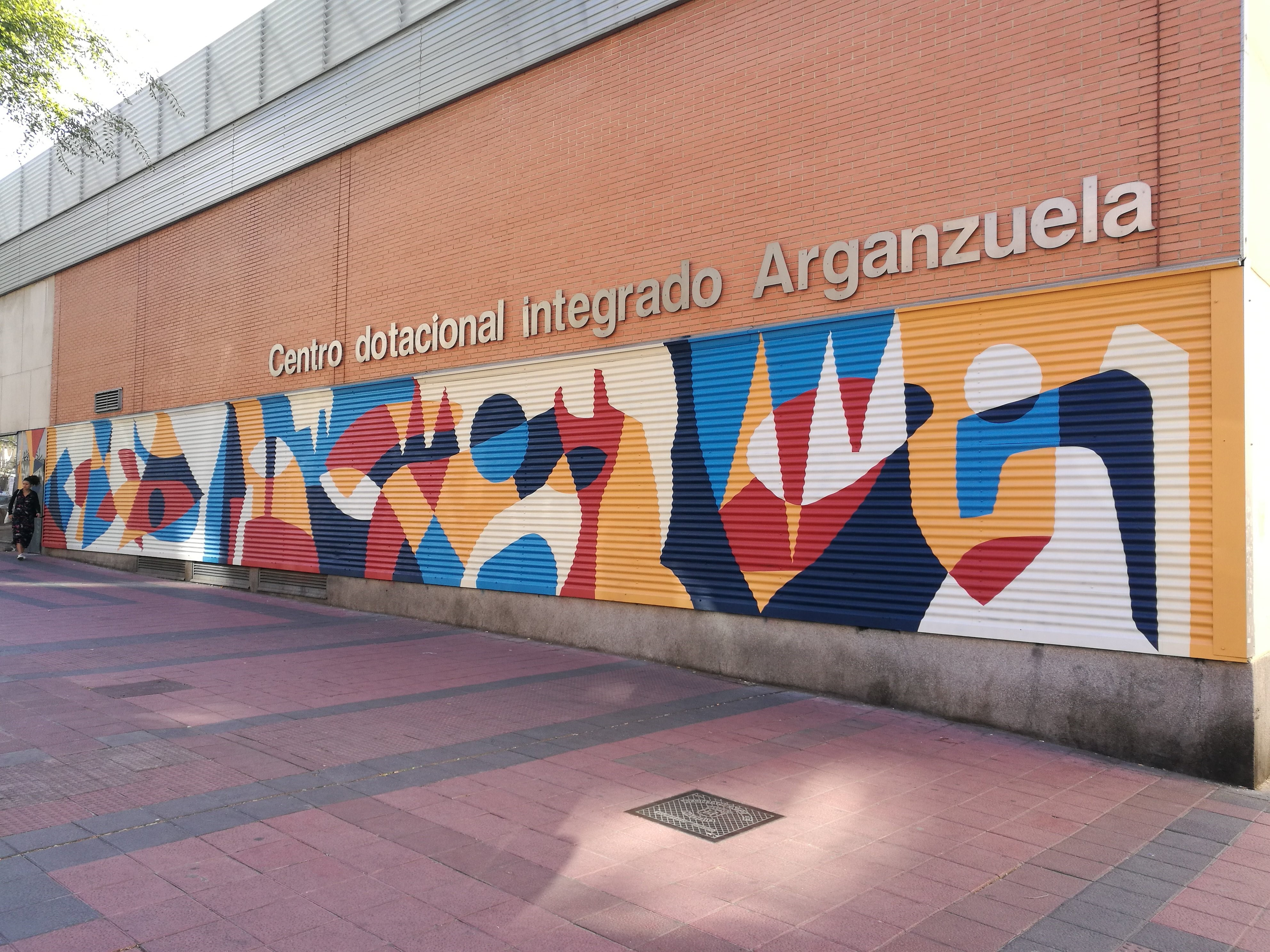
El Centro Dotacional Integrado de Arganzuela desde su entrada desde Palos de la Frontera

Darle el nombre de Ángel del Río al Centro Dotacional Integrado del distrito, ubicado en la calle Canarias, 17, ha sido uno de los acuerdos adoptados en el Pleno celebrado este martes por la Junta Municipal de Arganzuela. Del Río, destacado periodista y cronista de la villa, fallecido en 2022, recibirá así un reconocimiento a su amplia trayectoria profesional.